# Alkeny
Alkeny jsou nenasycené uhlovodíky, které mají mezi atomy uhlíku v molekule s otevřeným řetězcem jednu dvojnou vazbu C=C. Patří mezi alifatické sloučeniny. Názvy alkenů jsou zakončeny na -en, obecný vzorec pro alkeny je CnH2n. Dříve se nazývaly také olefíny.

## Struktura alkenů
Uhlíkový skelet (kostra) alkenů může být lineární, bez rozvětvení či se může libovolně větvit, navíc musí obsahovat minimálně jednu dvojnou vazbu mezi atomy uhlíku. Pakliže se jich nachází v molekule více, pak se jedná o alkadieny pro dvě, alkatrieny pro tři apod. Podobně jako alkany vytvářejí homologickou řadu, jejíž každý následující člen má o jednu skupinu CH2 více než jeho předchůdce.

## Geometrie molekul alkenů

cis-but-2-en

trans-but-2-en

Na vzniku dvojné vazby se podílí dvojice atomů uhlíku, které se nacházejí v hybridním stavu sp2. To znamená, že jejich orbitaly valenční vrstvy (1 orbital s a 2 orbitaly p) dohromady tvoří rovnostranný trojúhelník. Na každý z těchto orbitalů jsou vázány tři substituenty, které se nacházejí s nimi v jedné rovině. Na tuto rovinu je kolmo umístěný zbývající třetí orbital p, v němž se nachází jeden elektron. Tento orbital i se svým elektronem se podílí na vzniku násobné vazby π.
Existence dvojné vazby navíc nedovoluje, aby docházelo k libovolné rotaci atomů, došlo by totiž k jejímu přerušení. Myšlená rovina, která prochází vazbou, tedy uděluje substituentům různou polohu. Když se nachází na stejné straně myšlené roviny, jedná se o polohu cis. O polohu trans se jedná v případě, že se nacházejí na opačných stranách. Příkladem jsou sloučeniny cis-2-buten a trans-2-buten. Tyto dvě sloučeniny jsou vzájemnými geometrickými izomery, liší se totiž polohou substituentů, v tomto případě methylových zbytků.

## Názvosloví (nomenklatura) alkenů
Názvosloví alkenů je podobně jako názvosloví všech organických sloučenin odvozeno na základě názvosloví alkanů. Kořen názvu tvoří kombinace řeckých a latinských číslovek, které vyjadřují počet atomů uhlíku v molekule uhlovodíku, nebo v její základní části. Výjimku tvoří první tři alkeny - ethen, propen a buten.
V případě alkenů se ke kořeni názvu připojuje přípona -en.

### Systematické názvosloví alkenů
Systematické názvosloví alkenů se tvoří podobně jako názvosloví alkanů. Oproti nim se zde navíc objevuje dvojná vazba, která uděluje kořeni názvu příponu -en. Základ je jinak stejný:
1. V molekule se vyhledá nejdelší přímý uhlíkatý řetězec, který má nejvíce násobných vazeb (v tomto případě jednu). Vazba však musí mít co nejmenší číslo (viz níže).
2. Za základ názvu alkenu vezmeme název, kterému odpovídá číslovka, která odpovídá počtu uhlíků v tomto řetězci, a přidáme mu příponu -en, v molekule musí být dvojná vazba.
  - Př. Když je v řetězci 7 atomů uhlíku, jedná se o hepten, když 8 tak o okten apod.
3. Po zvolení základního řetězce se jeho atomy očíslují arabskými čísly (tzv. lokanty), aby tato čísla byla co nejmenší u 1. atomu, na který je vázán s druhým dvojnou vazbou.
4. Když se v řetězci nachází kromě dvojné vazby ještě substituent (např. methyl), má přednost dvojná vazba.
5. Poznámka: Vše je dále stejné jako u alkanů (podobně se to týká i dvojné vazby, akorát se připojuje přípona -en).

| CH3CH2CH2CH2CH=CH2 6 5 4 3 2 1 hex-1-en (dříve 1-hexen) | CH3 \| CH3CH2CH2CH2C=CH2 6 5 4 3 2 1 2-methylhex-1-en (dříve 2-methyl-1-hexen) |

### Nesystematické (triviální) názvosloví alkenů
Několik alkenů je možno pojmenovat nesystematickými, tzv. triviálními názvy, které jsou známější a běžnější, jedná se hlavně o některé první členy této homologické řady:
| Strukturní vzorec  | CH2=CH2 | CH3CH=CH2 | (CH3)2C=CH2    |
| Systematický název | Ethen   | Propen    | 2-Methylpropen |
| Triviální název    | Ethylen | Propylen  | Isobutylen     |

## Vlastnosti alkenů

### Fyzikální vlastnosti
Alkeny se se svými fyzikálními vlastnostmi podobají alkanům. Jejich skupenství (fáze) závisí na molární hmotnosti, jinak též řečeno na počtu atomů uhlíku v řetězci. Tři nejjednodušší alkeny - ethen, propen a buten - jsou plyny, alkeny s 5 až 16 uhlíky kapaliny a vyšší pevné voskovité látky.

### Chemické vlastnosti
Alkeny jsou poměrně stálé sloučeniny. Přítomnost dvojné vazby v jejich molekuly však podstatně zvyšuje jejich reaktivitu oproti alkanům. Charakteristická je pro tyto uhlovodíky tzv. adice což je reakce, při které dochází k zániku dvojné vazby.

## Výskyt a výroba alkenů
Alkeny se v přírodě nevyskytují příliš často, jsou spíše vzácné, proto je důležitá jejích výroba, která spočívá většinou v eliminaci, tj. tvorbě dvojné vazby v molekule alkanů apod. Nejvýznamnější postupy se označují jako dehydratace, dehydrogenace a dehydrohalogenace.

### Dehydratace
Dehydratace je založena na odštěpení molekuly vody z molekuly sloučeniny. Příkladem je reakce kyseliny sírové s ethanolem. Reakce probíhá ve dvou fázích, meziprodukty jsou kyselina ethylsírová, která se poté rozkládá za teploty okolo 170 °C, a voda. Produkty jsou pak ethen a znovu vzniklá kyselina sírová:
C2H5OH + H2SO4 → C2H5OSO2OH + H2O
C2H5OSO2OH → H2C=CH2 + H2SO4

### Dehydrogenace
Dehydrogenace je katalytická reakce, jejíž princip spočívá v odštěpení vodíku za pomoci katalyzátorů, kterým je nejčastěji směs oxidu chromitého a oxidu hlinitého, za teploty od 500 °C do 1000 °C. Příkladem je dehydrogenace butanu, jejímž produktem je směs but-1-enu a but-2-enu. Když tato reakce probíhá dále, vzniká buta-1,3-dien.

### Dehydrohalogenace
Princip dehydrohalogenace spočívá v přípravě alkenů z alkylhalogenových derivátů uhlovodíků reakcí se silným hydroxidem alkalického kovu. Příkladem je reakce 2-brombutanu s hydroxidem draselným, produkty jsou 2-buten, voda a bromid draselný:
CH3CH2CHBrCH3 + KOH → CH3CH=CHCH3 + KBr + H2O

## Reakce alkenů

### Adice na alkeny
Jedná se o typickou reakci pro alkeny, při níž zaniká dvojná vazba a vytváří se vazba jednoduchá. Mezi nejvýznamnější patří halogenace, oxidace, hydrogenace, polymerace a adice vody a kyselin.
U alkenů se vyskytují dva druhy adice, elektrofilní a radikálová.
Elektrofilní adice (jedna z možností iontové adice) probíhá, pokud je činidlo štěpeno heterolyticky (tzn. je rozděleno na kladně a záporně nabitou část), a její průběh se řídí podle Markovnikovova pravidla. Elektrofilní adice probíhá typicky např. jako adice halogenů za přítomnosti Lewisovy kyseliny (látka s prázdným orbitalem, který může použít k vytvoření koordinačně kovalentní vazby, AlCl3, FeCl3 …). Také při adicích molekul z atomů s různou elektronegativitou, z nichž jeden atom má parciálně (částečně) kladný a druhý parciálně záporný náboj (třeba HCl) se jedná o elektrofilní adici.
Štěpí-li se činidlo homolyticky (na dvě stejné části, radikály), pak jde o adici radikálovou. U nesymetrických molekul probíhá proti Markovnikovovu pravidlu. Typicky ji můžeme očekávat při adici halogenu za přítomnosti ultrafialového záření nebo za vysoké teploty.

Adice elektrofilní:
{\displaystyle H_{2}C=CH_{2}+HBr\ {\xrightarrow {AlCl_{3}}}\ H_{3}C-CH_{2}Br}
Adice radikálová:
{\displaystyle H_{2}C=CH_{2}+Br_{2}\ {\xrightarrow {UV}}\ H_{2}CBr-CH_{2}Br}
Rozdíl mezi elektrofilní a radikálovou adicí se projeví v mechanismu reakce a u nesouměrných molekul jsou produkty těchto reakcí různé.

#### Halogenace
Jako halogenaci označujeme adici halogenu na alken. Takováto reakce může probíhat dvěma způsoby, buď radikálovým nebo iontovým.
Radikálový způsob lze uskutečnit za pomoci UV záření, přičemž nejsnadněji reaguje fluor, naopak jód téměř vůbec nereaguje. Tento způsob lze provést i za použití příslušného halogenovodíku, použitelný je však pouze bromovodík, protože jodovodík podobně jako jód vůbec nereaguje a flurorovodík s chlorovodíkem se velice obtížně štěpí.
Iontový způsob vyžaduje polarizaci nepolární vazby, která váže atomy halogenů. Reakci proto umožňují tzv. lewisovy kyseliny, jejímž příkladem jsou např. halogenidy hliníku, které se reakcí účastní jako katalyzátory. Nejbouřlivěji probíhá adice fluoru, naproti tomu adice jodu opět skoro vůbec neprobíhá. Příkladem tohoto způsobu je reakce propenu a chloru, produktem je 1,2-dichlorpropan:
H3C–CH=CH2 + Cl2 → H3C-CHCl-CH2Cl

#### Hydrogenace
Hydrogenace je vlastně adice vodíku na alken, k uskutečnění této reakce se používají katalyzátory, přesněji speciální kovy, např. tzv. Raneyův nikl. Obecně platí, že nejlépe adice probíhá na těch vazbách, které se nacházejí na koncích uhlíkatého řetězce. Příkladem hydrogenace je adice vodíku na ethen:
H2C=H2C + H2 → H3C-CH3

#### Adice vody
Adice za využití vody neprobíhá přímo, je to vícefázová reakce. Uskutečňuje se za katalyckého působení kyseliny sírové:
H2C=CH2 + H2SO4 → C2H5OSO2OH
C2H5OSO2OH + H2O → C2H5OH + H2SO4
Konečný produkt reakce, kterým je ethanol, má ve své molekule mezi atomy uhlíku pouze jednoduché vazby.

#### Adice kyselin
Tento typ adice probíhá iontovým způsobem. Snadnost a rychlost reakce závisí na síle kyseliny. Typická je adice halogenovodíkových kyselin, tedy fluorovodíkové, chlorovodíkové apod.

#### Oxidace
Jedná se vlastně o spalování alkenů, čili jejich reakci s kyslíkem. Pří spalování s dostatečným přístupem vzduchu dochází ke vzniku oxidu uhličitého a vody. Nemusí se však přímo jednat o reakci s kyslíkem. Příkladem je oxidace ethenu, při které se používá manganistan draselný.

#### Polymerace
Polymerace je vytvoření dlouhých makromolekulárních řetězců za rozpadu násobných vazeb.

### Substituční reakce
Reakce, do kterých alkeny vstupují, nemusí být adiční, to záleží na podmínkách. Například při reakcích s halogeny nemusí dojít k zániku dvojné vazby, ale k připojení příslušného halogenu k atomu uhlíku, tím dojde ke vzniku halogenderivátu uhlovodíku s dvojnou vazbou ve své molekule. Takováto reakce se označuje jako substituční, konkrétně se jedná o substituci radikálovou. Příkladem je reakce ethenu s chlorem za vzniku vinylchloridu:
H2C=CH2 + Cl2 → H2C=CHCl + HCl

### Izomerní reakce
V průběhu izomerních reakcí, označovaných též jako izomerace, dochází buď k přestavbě uhlíkatého řetězce nebo ke změně polohy dvojné vazby. Tyto reakce probíhají pouze za působení katalyzátorů, kterými jsou kyseliny. Příkladem je izomerace 1-butenu na 2-buten:
CH3CH2CH=CH2 → CH3CH=CHCH3

## Nejvýznamnější alkeny
- Buten (butylen)
- Ethen (ethylen)
- Propen (propylen)